# クリス・ファーロウ
クリス・ファーロウ（Chris Farlowe、1940年10月13日 - ）は、イングランドのボーカリスト。本名はジョン・ヘンリー・デイトンで、芸名の「ファーロウ」はジャズ・ギタリストのタル・ファーロウにあやかって付けられた。

## 来歴

### 誕生〜1960年代
北ロンドンのイズリントンで生まれた。少年時代にイギリスでスキッフルのブームが起こると、ジョン・ヘンリー・スキッフル・グループを結成してギターを弾きながら歌うが、その後はボーカルに専念するようになる。そして、1962年にはクリス・ファーロウ&ザ・サンダーバーズ名義でデビュー・シングル「Air Travel」を発表する。1964年にはサンダーバーズにアルバート・リーが加入。1967年2月から1968年5月まで、カール・パーマーが在籍した。
1966年、アンドリュー・ルーグ・オールダムが設立したイミディエイト・レコードと契約。ローリング・ストーンズのミック・ジャガーとキース・リチャーズが提供した「シンク」は全英シングルチャートで37位を記録した。同年には、やはりジャガー＝リチャーズの提供による「アウト・オブ・タイム」（全英1位）、「ライド・オン・ベイビー」（全英31位）をシングル・ヒットさせた。また、1966年9月16日に放映された『レディ・ステディ・ゴー』では、エリック・バードンと共にオーティス・レディングのステージにゲスト参加した。
1967年、スモール・フェイセスのスティーヴ・マリオットとロニー・レーンが提供した「マイ・ウェイ・オブ・ギヴィング」が全英48位に達した。その後、アート・ブレイキー&ザ・ジャズ・メッセンジャーズのカヴァー「モーニン」が全英46位、マンフレッド・マンのマイク・ダボが提供した曲「ハンドバッグス・アンド・グラッドラグス」が全英33位を記録するが、それ以後はシングル・ヒットに恵まれなくなる。

### 1970年代以降
1970年、コロシアムに加入。ファーロウ加入後のアルバム『ドーター・オブ・タイム』（1970年）は全英アルバムチャートで23位、『コロシアム・ライヴ』（1971年）は17位に達した。コロシアム解散後はアトミック・ルースターに加入し、スタジオ・アルバム2作に参加した。
1981年12月には、ドイツのルートヴィヒスブルクでブライアン・オーガー及びピート・ヨークと連名のアルバム『Olympic Rock & Blues Circus』を録音。1982年公開のアメリカ映画『ロサンゼルス』のサウンドトラックでは、「Who's to Blame」と「Hypnotizing Ways (Oh Mamma)」の2曲でジミー・ペイジと共演。その後、ジミー・ペイジのソロ・アルバム『アウトライダー』（1988年）では3曲に参加した。
1994年、コロシアムが『ドーター・オブ・タイム』期のラインナップで再結成され、ファーロウはその後もソロ活動と並行してコロシアムで活動を続けた。

## ディスコグラフィ

### リーダー・アルバム
- Chris Farlowe and the Thunderbirds（1966年） ※クリス・ファーロウ&ザ・サンダーバーズ名義
- 『フォーティーン・シングス・トゥ・シンク・アバウト』 - 14 Things to Think About（1966年）
- The Art of Chris Farlowe（1966年）
- Paint It Farlowe（1968年）
- The Last Goodbye（1969年）
- From Here to Mama Rosa（1970年） ※クリス・ファーロウ with ザ・ヒル名義
- Chris Farlowe Band - Live（1975年）
- Out of the Blue（1985年） ※クリス・ファーロウ&ザ・サンダーバーズ名義
- The Live EP: Live in Hamburg（1986年）
- Born Again（1986年） ※クリス・ファーロウ&ザ・サンダーバーズ名義
- Chris Farlowe & Roy Herrington Live in Berlin（1991年）
- Waiting in the Wings（1992年）
- Lonesome Road（1995年）
- BBC in Concert（1996年）
- As Time Go By（1996年）
- The Voice（1998年）
- Glory Bound（2001年）
- Farlowe That!（2003年）
- Hungary for the Blues（2005年）
- Hotel Eingang（2008年）
- As Time Goes By（2013年）
- Live At Rockpalast（2018年）

### コロシアム
- 『ドーター・オブ・タイム』 - Daughter of Time（1970年）
- 『コロシアム・ライヴ』 - Colosseum Live（1971年）
- Colosseum LiveS - The Reunion Concerts（1995年）
- Bread & Circuses（1997年）
- Tomorrow's Blues（2003年）
- 『コロシアム・ライヴ! 05』 - Live05（2007年）
- 『タイム・オン・アワ・サイド』 - Time on Our Side（2014年）

### アトミック・ルースター
- 『メイド・イン・イングランド』 - Made in England（1972年）
- 『ナイスン・グリージー』 - Nice 'n' Greasy（1973年）

### ジミー・ペイジ
- 『「ロサンゼルス」オリジナル・サウンドトラック』 - Death Wish II（1982年）
- 『アウトライダー』 - Outrider（1988年）